# Oghma

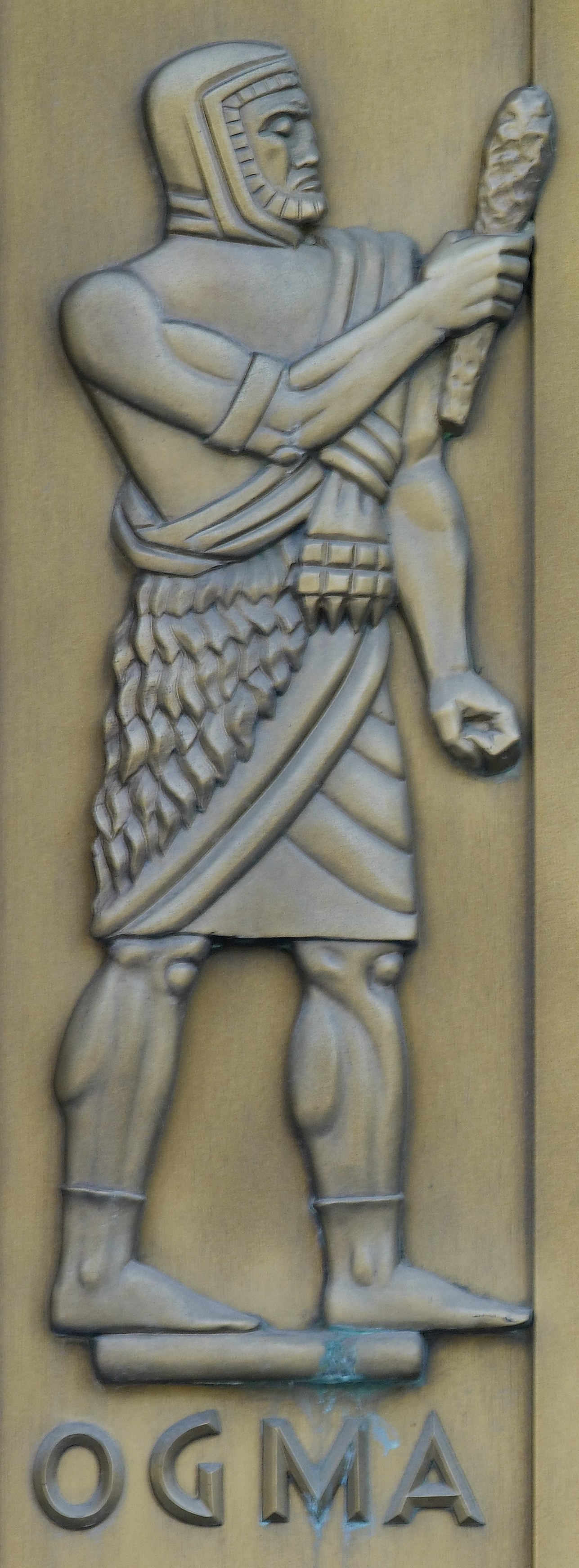
Bronsskulptur av Ogma skapad av Lee Lawrie 1939. John Adams Building, Library of Congress, Washington, D.C.

Oghma eller Ogma är en gud i den keltiska mytologin. Han var skrivkonstens, lärarnas och lärandets gud. Han sägs även vara uppfinnaren av det iriska alfabetet Ogham.